# Richard Dunne
Richard Dunne (Dublin, 21 september 1979) is een voormalig Ierse profvoetballer die bij voorkeur als verdediger speelde. Hij verruilde in juli 2013 Aston Villa voor Queens Park Rangers. Daar beëindigde hij zijn loopbaan in 2015. Dunne debuteerde in 2000 in het Iers voetbalelftal.

## Clubcarrière

### Everton
Dunne werd als vijftienjarige opgenomen in de jeugd van Everton, dat hem overnam van Home Farm. Hij debuteerde in 1995 vervolgens in het eerste elftal van Everton.

### Manchester City
Dunne verruilde Everton op 18 oktober 2000 voor Manchester City, dat €3.000.000 voor hem betaalde. Hier was hij vanaf zijn komst een vaste waarde in het hart van de defensie. Hij speelde in negen seizoen 296 wedstrijden voor Manchester City.

### Aston Villa
Aston Villa nam Dunne op 2 september 2009 over van Manchester City. Volgens Sky Sports betaalden The Villans ruim zes miljoen euro voor hem.

### Queens Park Rangers
Dunne verruilde Aston Villa op 15 juli 2013 transfervrij voor Queens Park Rangers. Op zondag 10 mei 2015 degradeerde hij met die club uit de Premier League. Manchester City versloeg de hekkensluiter op die dag met 6-0, waardoor degradatie een feit was.

## Interlandcarrière
Dunne debuteerde op 26 april 2000 in het Iers voetbalelftal, in een oefenwedstrijd tegen Griekenland. Ook Barry Quinn, Steve Finnan, Gary Doherty en Alan Mahon debuteerden in deze wedstrijd als international. Dunne maakte deel uit van de Ierse selectie voor het WK 2002. Hij speelde geen wedstrijd op dat eindtoernooi. Hij nam met Ierland eveneens deel aan het EK voetbal 2012 in Polen en Oekraïne, waar de ploeg van bondscoach Giovanni Trapattoni werd uitgeschakeld in de groepsronde, na nederlagen tegen achtereenvolgens Kroatië (3-1), Spanje (4-0) en Italië (2-0).

## Eigen doelpunten
Dunne maakte op 19 oktober 2014 tegen Liverpool zijn tiende eigen doelpunt in zijn Premier League-carrière. Hiermee werd hij officieel recordhouder van het aantal eigen doelpunten in de Premier League.

## Rode kaarten
Dunne is co-recordhouder wat betreft rode kaarten in de Premier League. Hij verzamelde acht rode kaarten. Duncan Ferguson en Patrick Vieira kregen er evenveel te zien.